# Legendarni Pokémoni
Legendarni Pokémoni (伝説のポケモン Densetsu no Pokémon) su Pokémoni u Pokémon franšizi. Dok različite igre, animirane serije i manga stripovi ne govore koji su Pokémoni Legendarni, činjenica je da su svi oni veoma rijetki, do točke da su neki jedinstveni, te svi imaju neobične i izvanredne moći, čak i po Pokémon standardima.

## U videoigrama
U raznim Pokémon videoigrama, "Legendarni Pokémon" je umjetnički izraz; Legendarni Pokémon nije samo individualni Pokémon o kojem su pisane legende, već posebna i jedinstvena vrsta Pokémona koja se razlikuje od ostalih Pokémona u ključnim stvarima.
Neki su Pokémoni jedinstveni i individualni; pojavljuju se samo jednom u cijeloj igri. U pravilu, oni su skriveni posebni Pokémoni koje igrač mora pratiti i pronaći, no neki Pokémoni, poput Mewa, ne mogu se pronaći bez da se Pokémon prethodno prenio na drugu igru, ili ako nije otključan u jednom od brojnih Nintendovih sponzoriranih događaja. Noviji razvitak Pokémon igara jest da se pojedinim Legendarnim Pokémonima da veća i značajnija uloga u zapletu; na primjer, Pokémon Sapphire videoigra fokusira se na trud kriminalne organizacije da upotrijebi Kyogrea da poplavi kopno, te na taj način proširi oceane.
Takvi se Pokémoni ne mogu uzgajati, kao što je to moguće s "običnim" Pokémonima. Legendarni su Pokémoni obično (ali ne i uvijek) veoma moćni; najčešće su najmoćniji Pokémoni u igri zapravo Legendarni Pokémoni. Manaphy je zasada jedini Legendarni Pokémoni koji se može uzgajati, no njegov uzgoj rezultirat će sasvim novim Pokémonom, Fioneom, koji se više ne može razviti ni na koji način u Manaphyja.

## U animiranoj seriji
U Pokémon animiranoj seriji, Legendarni su Pokémoni bliži sa svojom sastavnom definicijom; Legendarni su Pokémoni u animeu su, jednostavno rečeno, oni Pokémoni koji uz sebe imaju vezane neke legende. Takvi su Pokémoni često jedinstveni i veoma moćni, te su i sami često jedni od glavnih likova u seriji, najčešće kao nekontrolirane sile prirode. U Pokémon filmovima, na primjer, Mewtwo je periodičan lik, s velikom ulogom u filmu Pokémon: The First Movie, kao i u nekoliko epizoda Pokémon Kronika.